# Mycenaceae
Mycenaceae (Casper van Overeem, 1926) din încrengătura Basidiomycota în clasa Agaricomycetes  și ordinul Agaricales este o familie foarte mare de ciuperci saprofite, multe necomestibile, împărțită conform Catalogue of Life în 26 de genuri acceptate cu mai mult de 1750 specii (20 mai 2024), din care multe trăiesc și în Europa. Cel mai mare în familie, din care se trage și tipul de gen, este Mycena. Bureții apar de la câmpie la munte din (martie) aprilie până în noiembrie (decembrie).

## Taxonomie

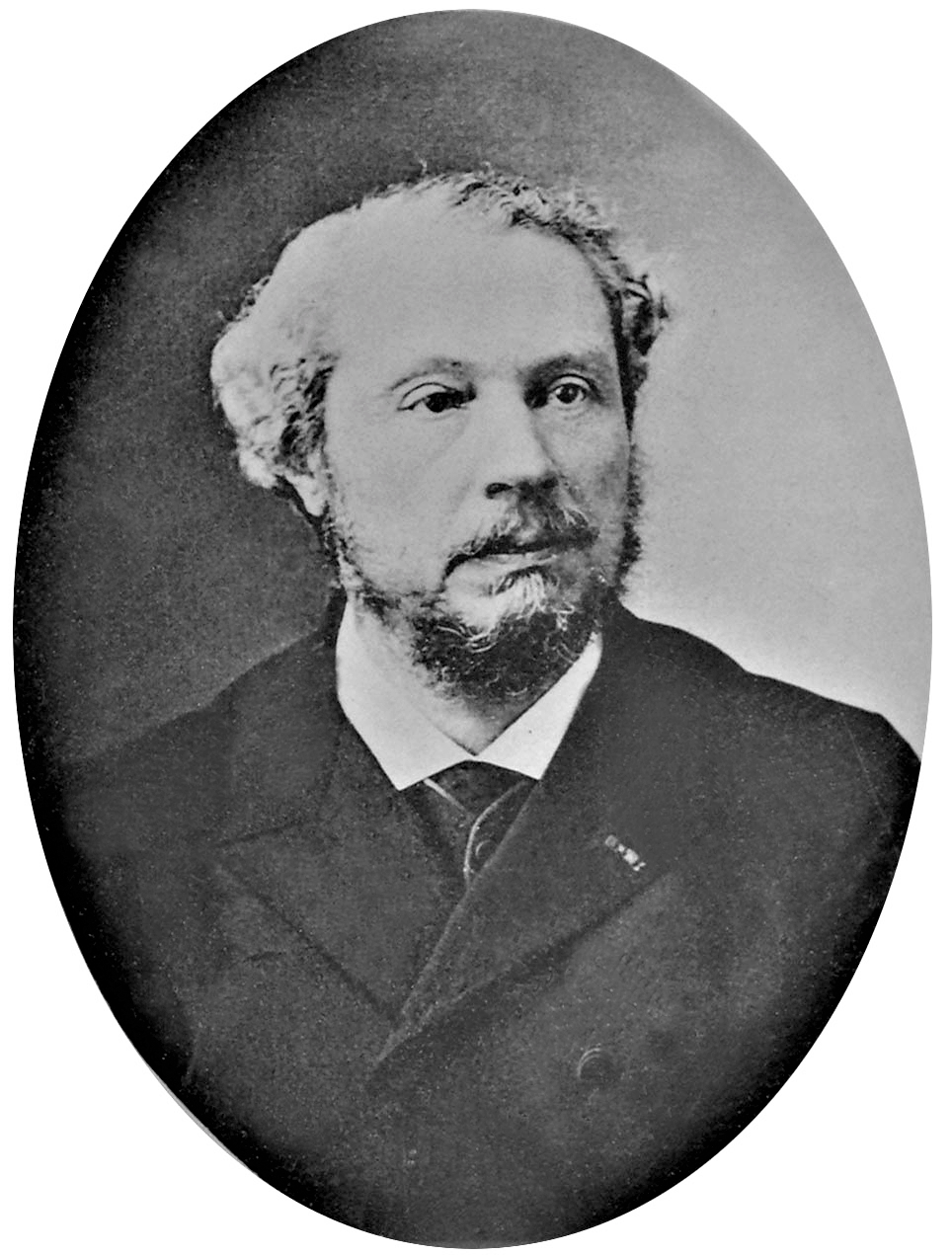
Ernest Roze

Familia a fost determinată de micologul neerlandez Casper van Overeem (1893-1927) în numerul XIV al jurnalului micologic Icones fungorum Malayensium din 1926, fiind și numele curent valabil (2024).
Denumirea mai veche Mycénées a micologului francez Ernest Roze, de verificat în volumul 23 al jurnalului  micologic francez Bulletin de la Société Mycologique de France din 1876, a fost descrisă în limba franceză în loc de cea latină. De aceea taxonul a fost declarat nomen invalidum, conform Art. 32.1(c) (respectiv  Art. 18.4 al Codului Melbourne) al comisiei de nomenclatură, deși descrierea fusese corectă. Taxonul  Panellaceae creat de micologul german Walter Jülich (n. 1942) este acceptat drept sinonim.
Numele de familie este derivat de la numele generic Mycena ce înseamnă în limba greacă veche (greacă veche μύχης=ciupercă, burete).

## Descriere

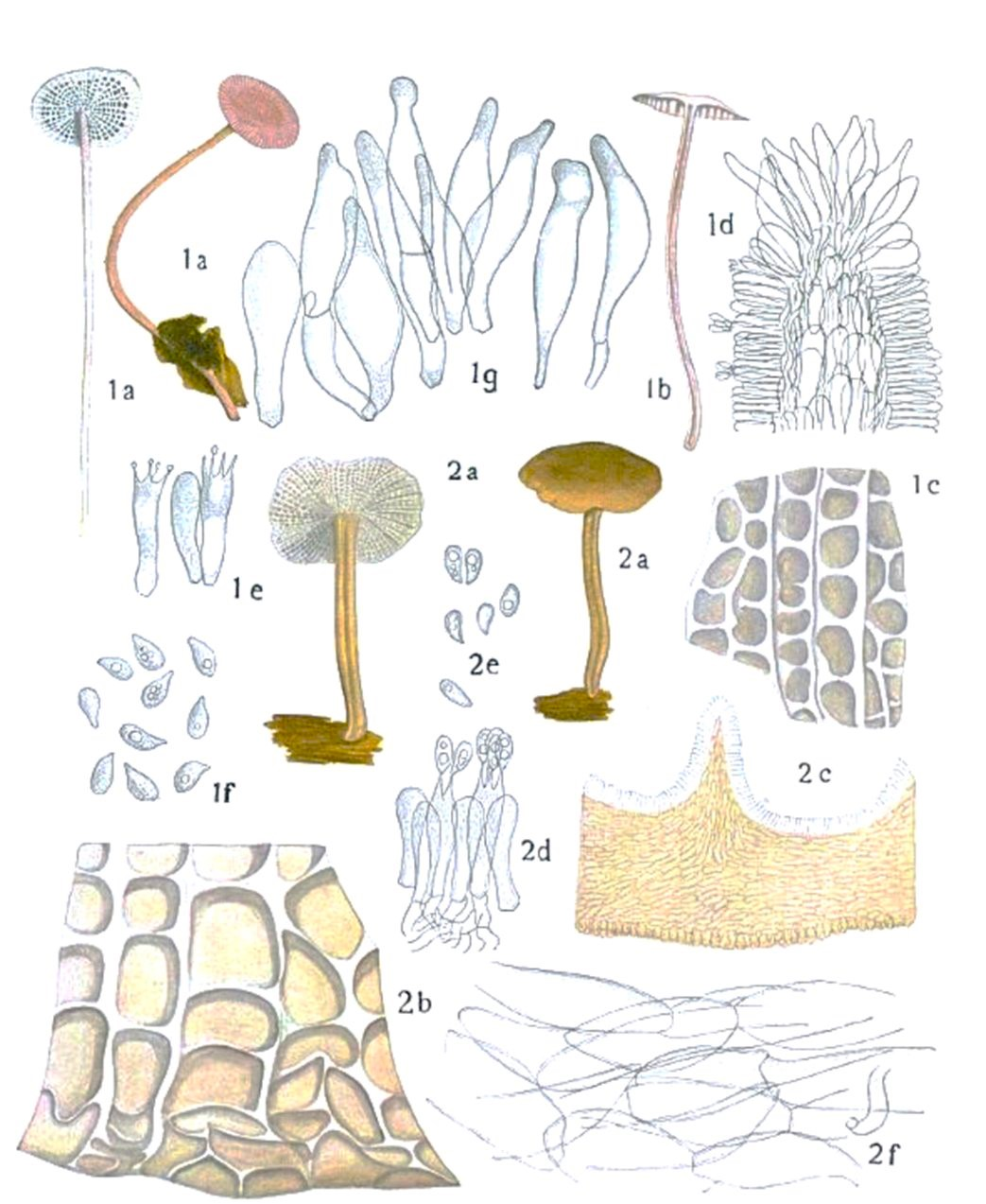
Poromycena decipiens și Poromycena brunnea

Genurile familiei sunt ciuperci gregare, cu o pălărie inițial conică sau în formă de clopot, apoi aplatizată. Lamelele sunt în mod normal subțiri până groase (unele în formă de plasă) cu lamele intermediare de lungime diferită, devenind cu avansarea în vârstă bombate. Piciorul preponderent fragil poate fi în unele cazuri și elastic până rigid. 
Pulberea sporilor est aproape mereu albă. Cheilocistidele (cistide de pe muchia lamelor) sunt mereu prezente, dar pleurocistidele (cistide laterale pe lamele) lipsesc la unele ciuperci ale genelor ori sunt rare.
Între speciile familiei există 45 de sorturi luminescente.
A mai existat o specie din această familie pe insula Hispaniola în Republica Dominicană acum extinsă, anume Protomycena Hibbett, Grimaldi & Donoghue (1997)

## Genurile familiei
Conform Catalogue of Life, 26 de genuri sunt acceptate (20 mai 2024), anume:
| - Amparoina Singer, 1958 (1 specie) - Atheniella Redhead, Vilgalys & Moncalvo și alții, 2012 (10 specii) - Cruentomycena R.H.Petersen, Kovalenko & O.V.Morozova, 2008 (5 specii) - Decapitatus Redhead & Seifert, 2000 (1 specie) - Dictyopanus (Pers.) Joseph Henri LéveilléLév.) Singer, 1945 (1 specie) - Dictyoploca ([[Camille Montagne\|Montagne) Pat., 1890 (4 specii) - Favolaschia Favolaschia (Pat.) Pat., 1892 (99 specii) - Filoboletus Henn., 1899 [1900] (16 specii) - Flabellimycena Redhead, 1984 (1 specie) - Galactopus (Pers.) Earle, 1909 (1 specie) - Heimiomyces Singer, 1942 (7 specii) - Hemimycena Singer, 1938 (78 specii) - Hydropus (Kühner) Singer, 1948 (139 specii) | - Insiticia Earle, 1909 (1 specie) - Mycena (Pers.) Roussel, 1806 (1350 specii) - Mycenoporella Overeem, 1926 (3 specii) - Mycomedusa (Heim) R.Heim, 1966 (1 specie) - Mycopan Redhead, Moncalvo & Vilgalys, 2013 (1 specie) - Panellus (Bull.) P.Karst., 1879 (64 specii) - Phlebomarasmius R.Heim, 1967 (1 specie) - Poromycena (Overeem, 1926), Kobayasi, 1951 (1 specii) - Prunulus (Krieglst. & Schwöbel) C.Hahn, 2020 (1 specie) - Resinomycena Redhead & Singer, 1981 (12 specii) - Roridomyces Rexer, 1994 (15 specii) - Tectella (Fr.) (Murrill, 1915 (3 specii) - Xeromphalina Kühner & Maire, 1934 (36 specii) |

## Genurile familiei în imagini (selecție)

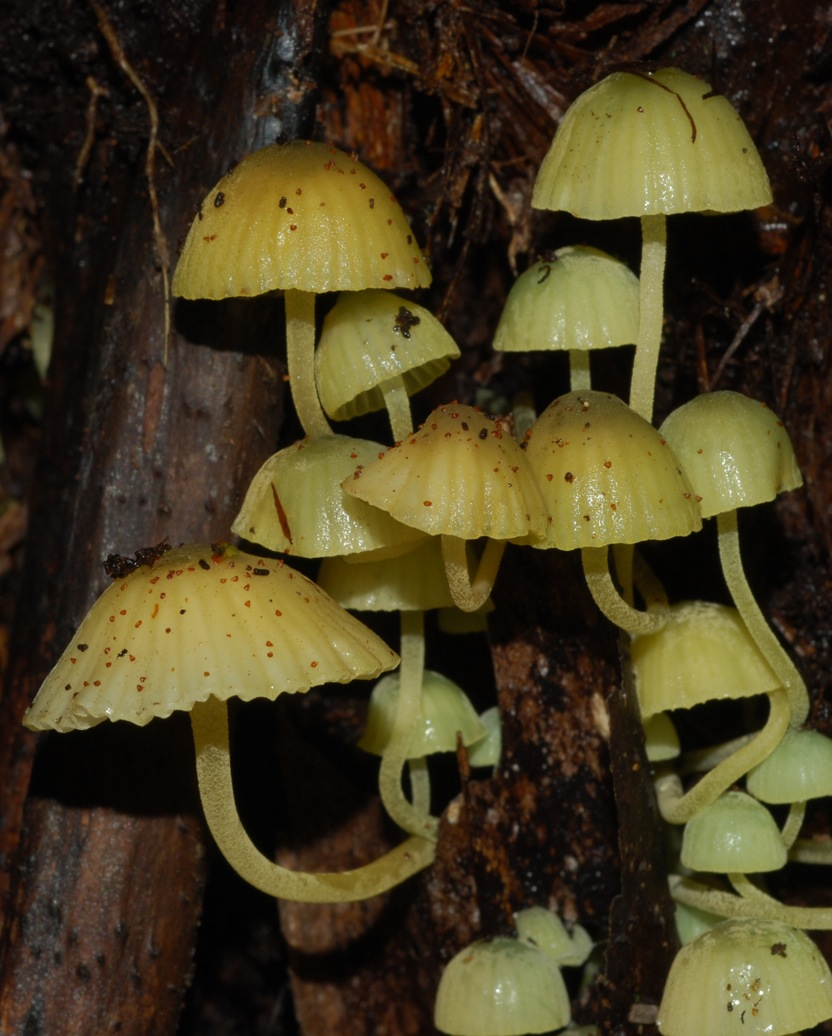
Insiticia
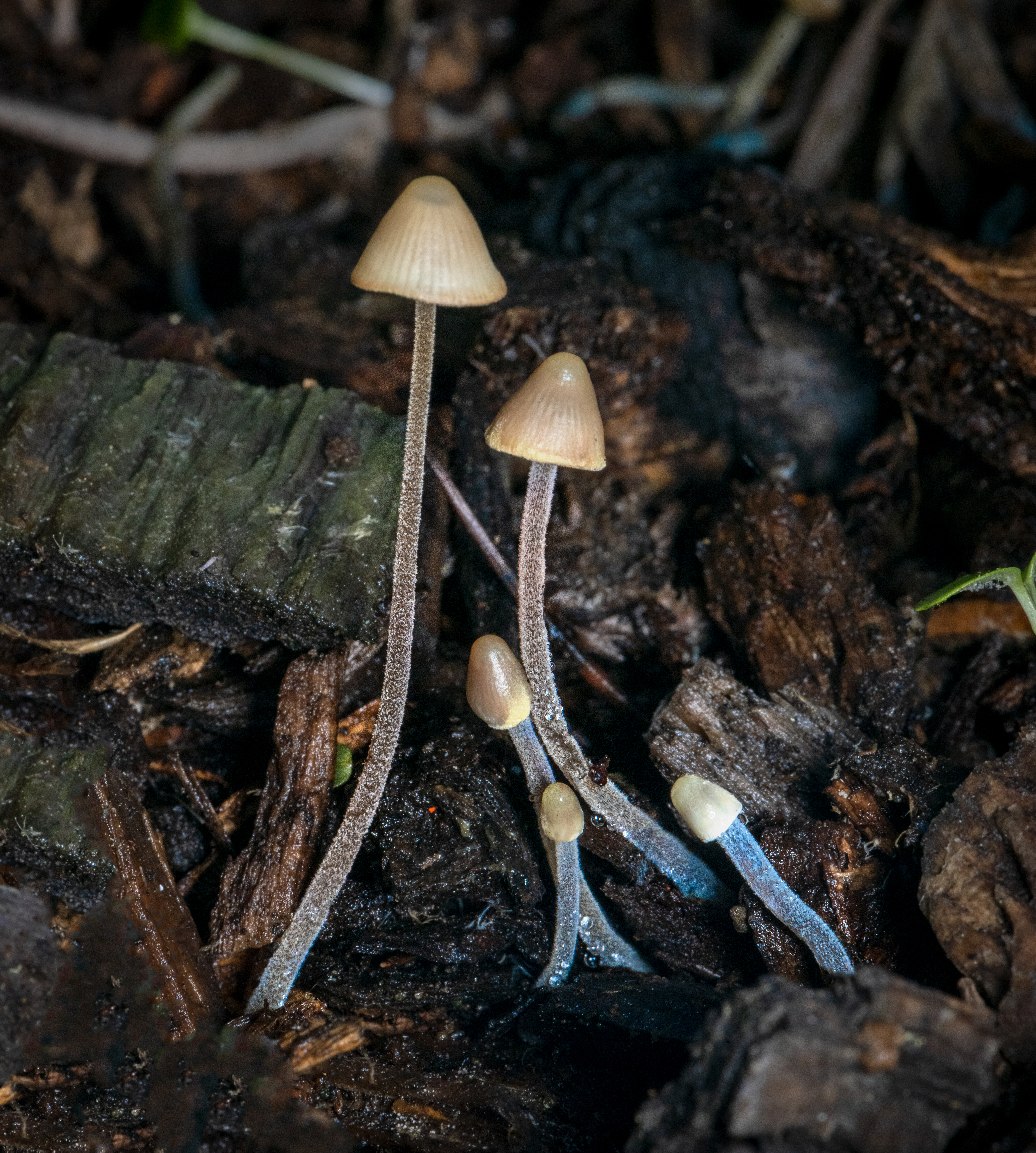
Mycena
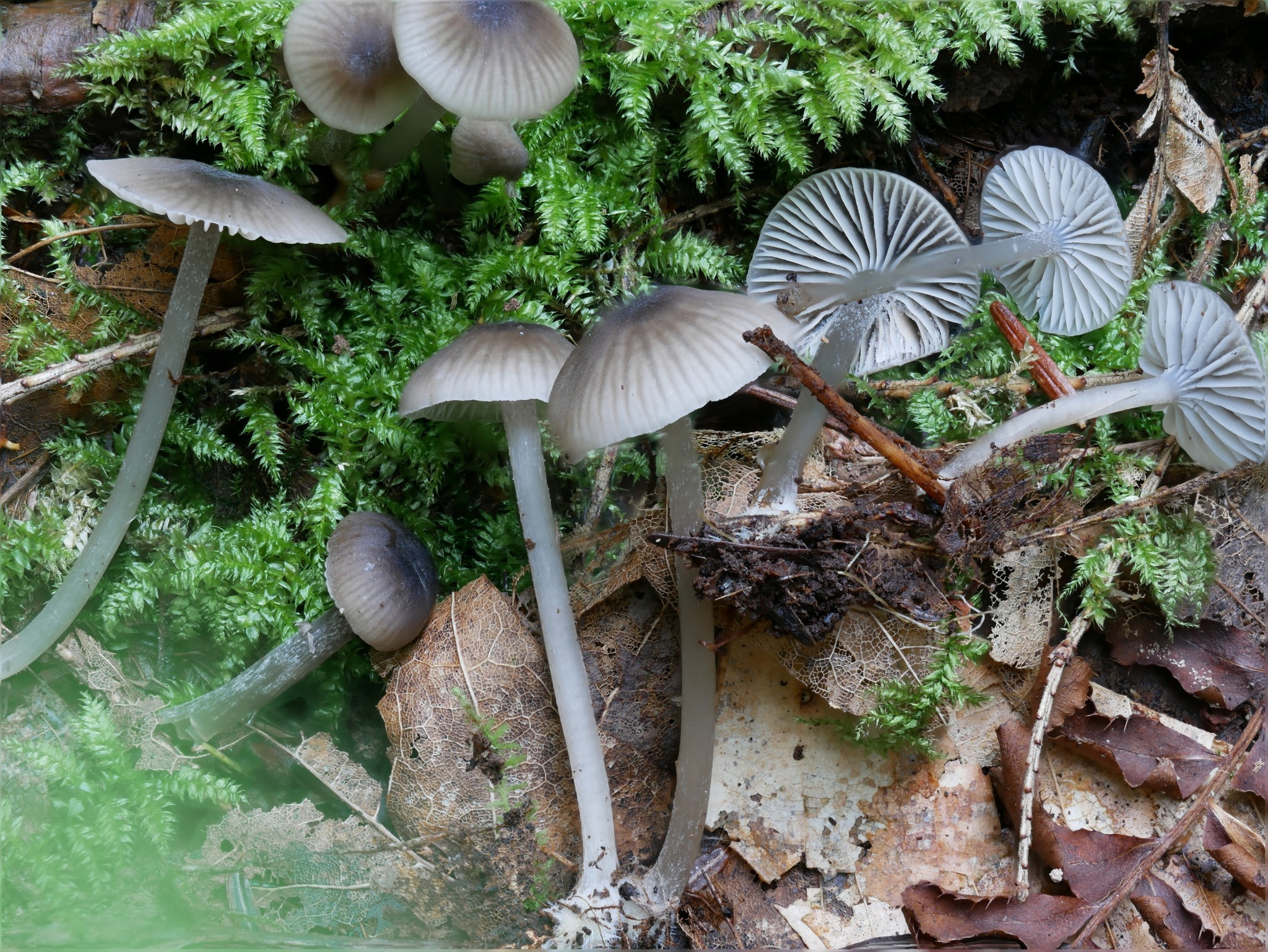
Mycopan
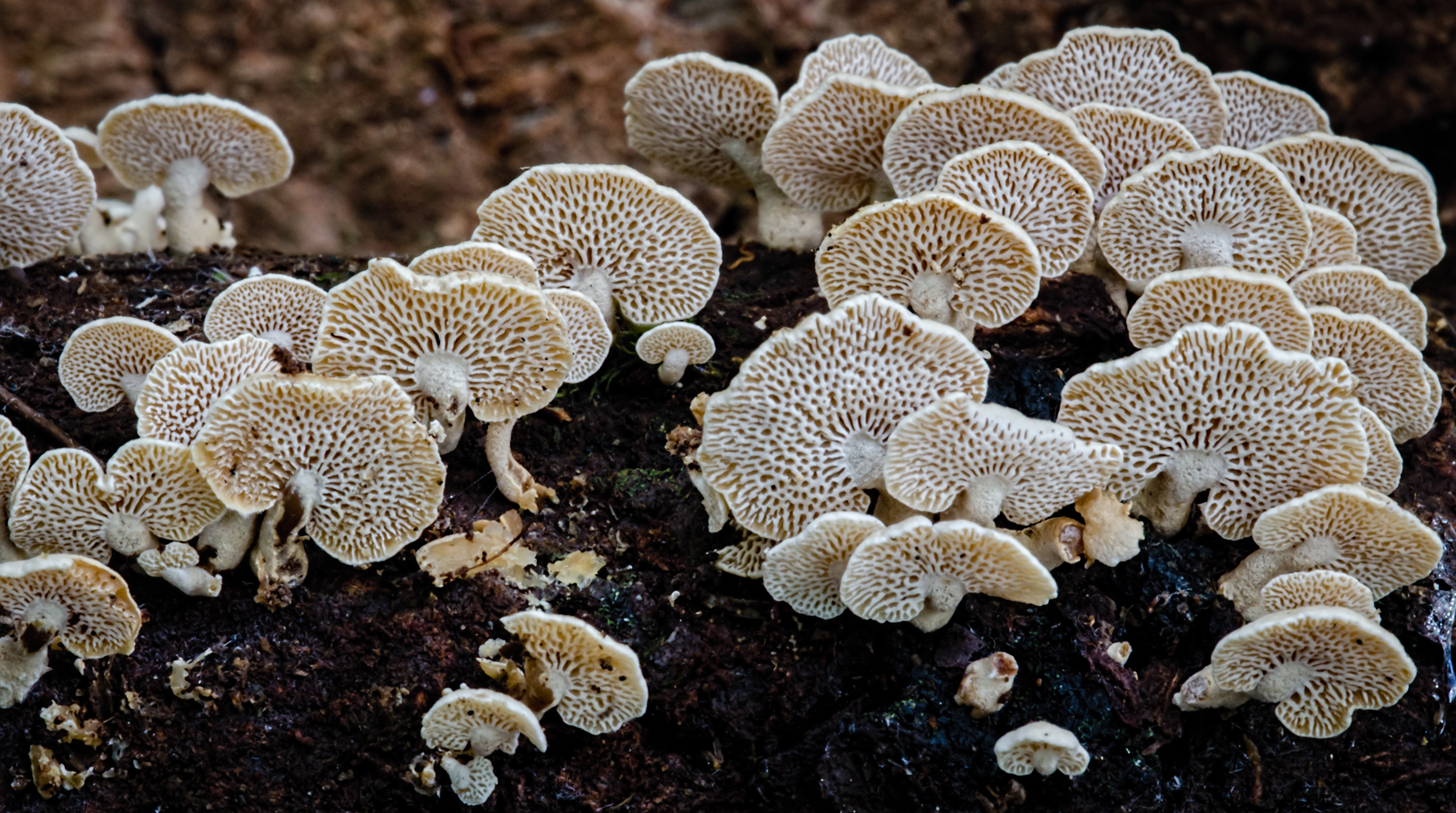
Panellus

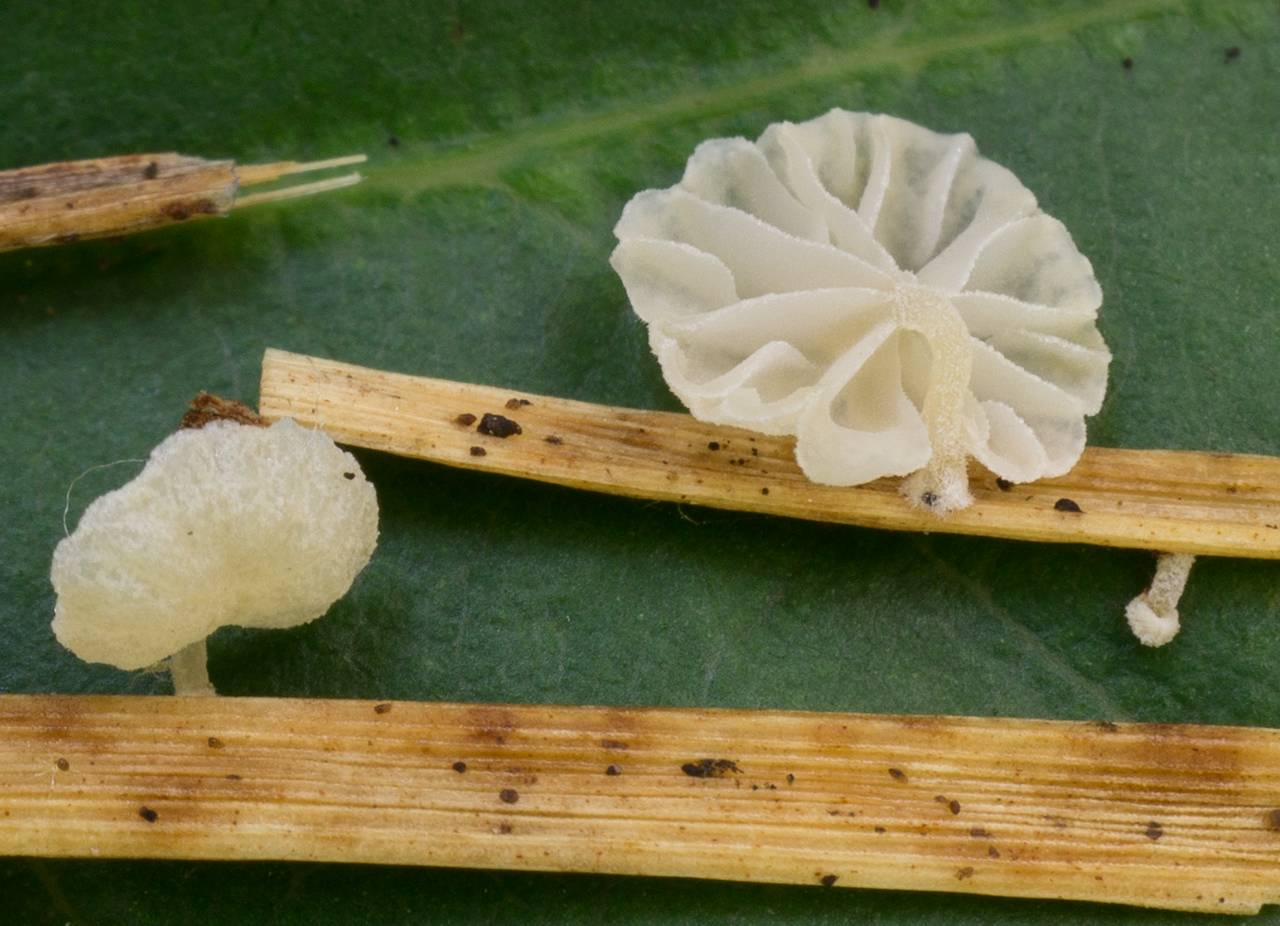
Resinomycena
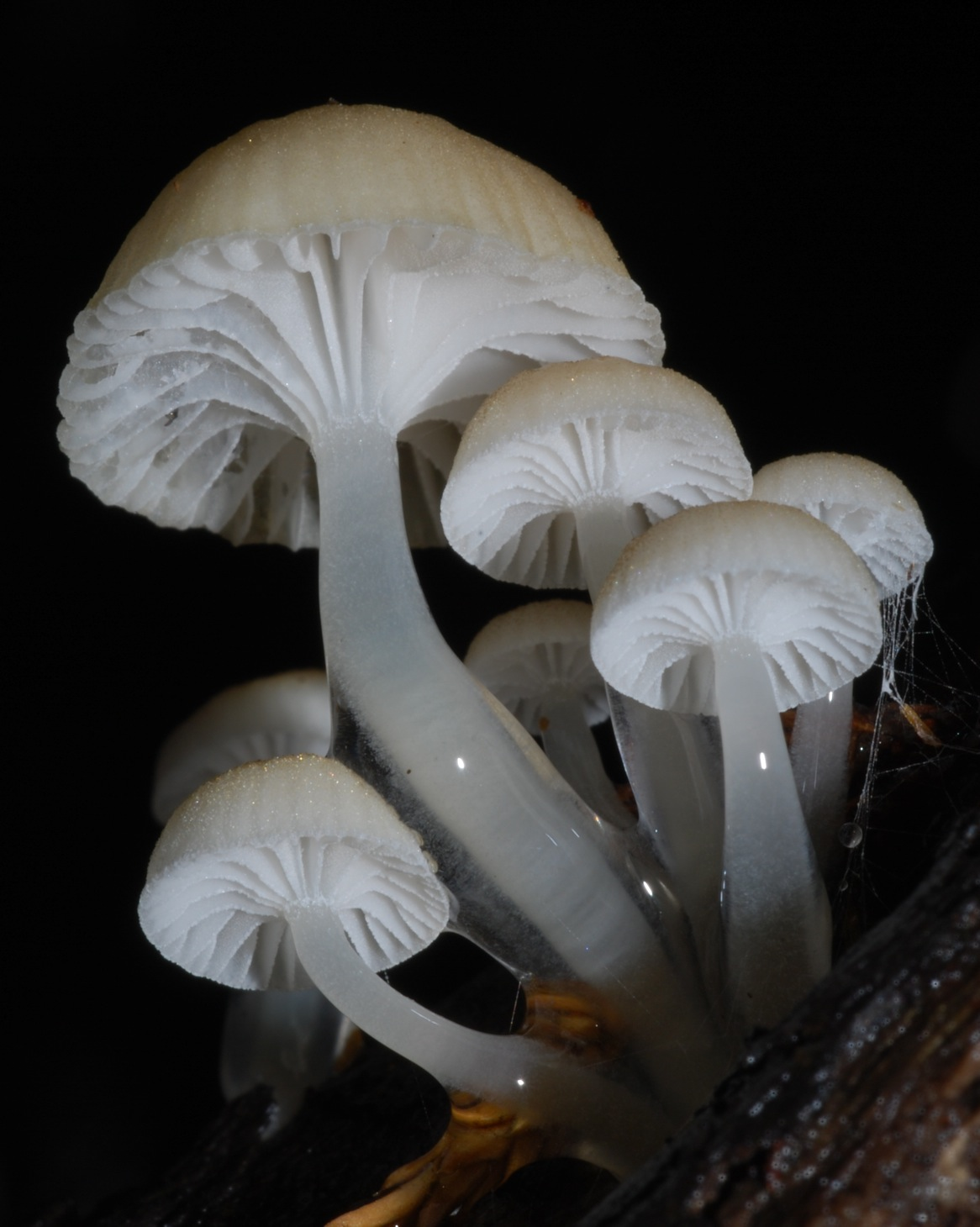
Roridomyces
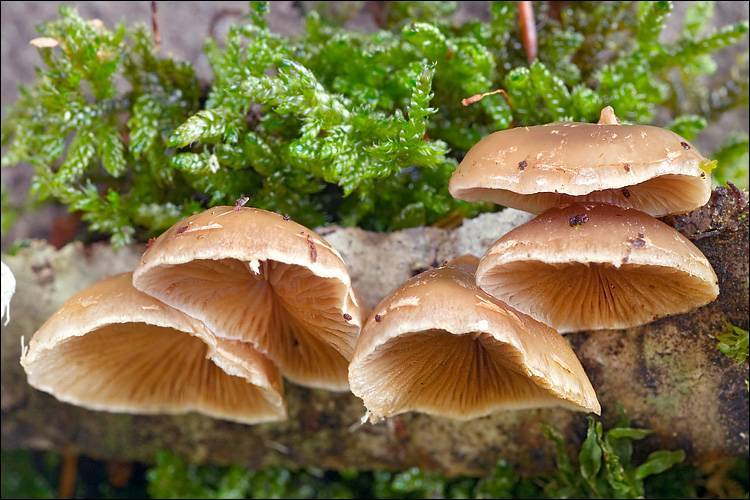
Tectella
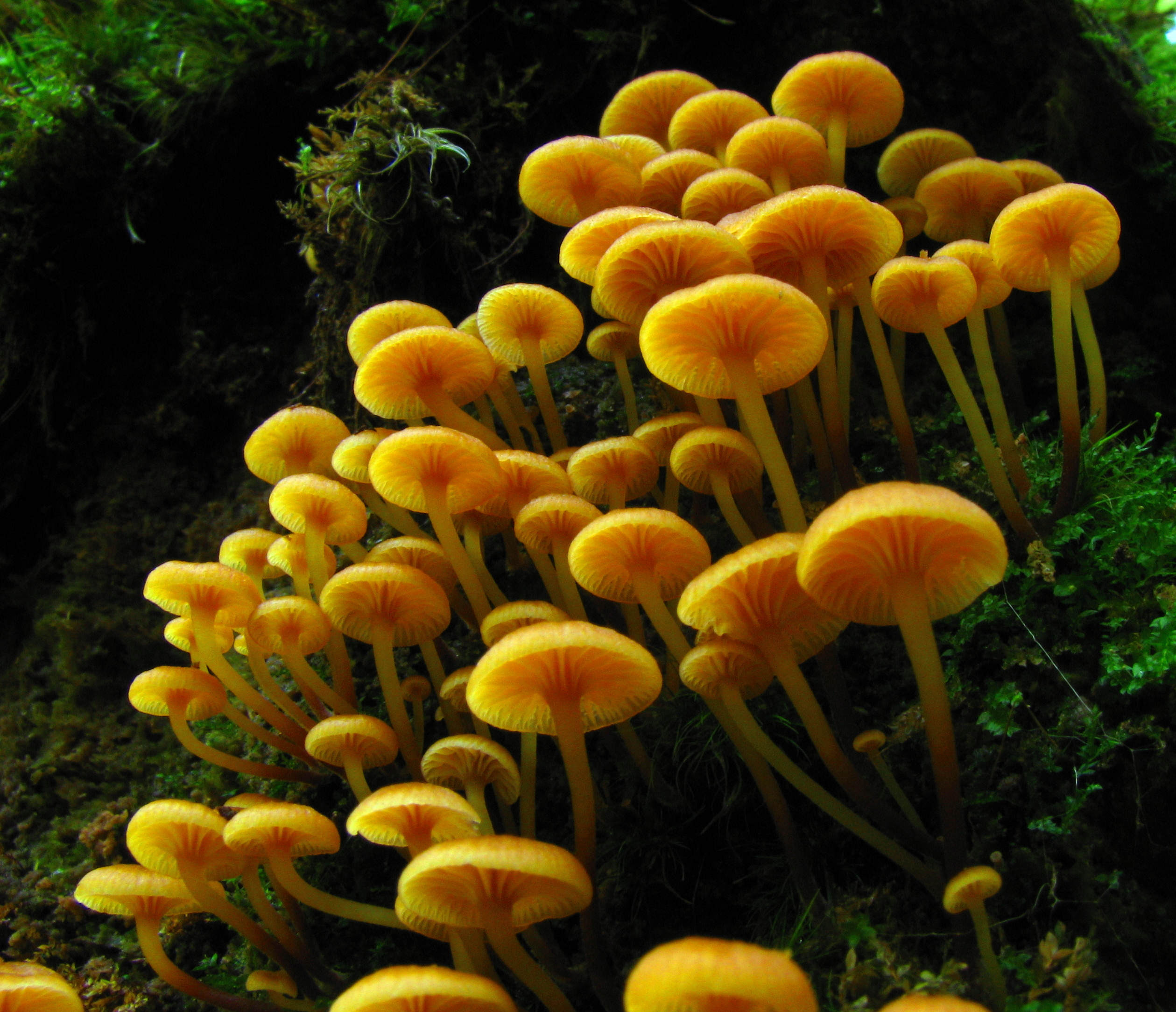
Xeromphalina

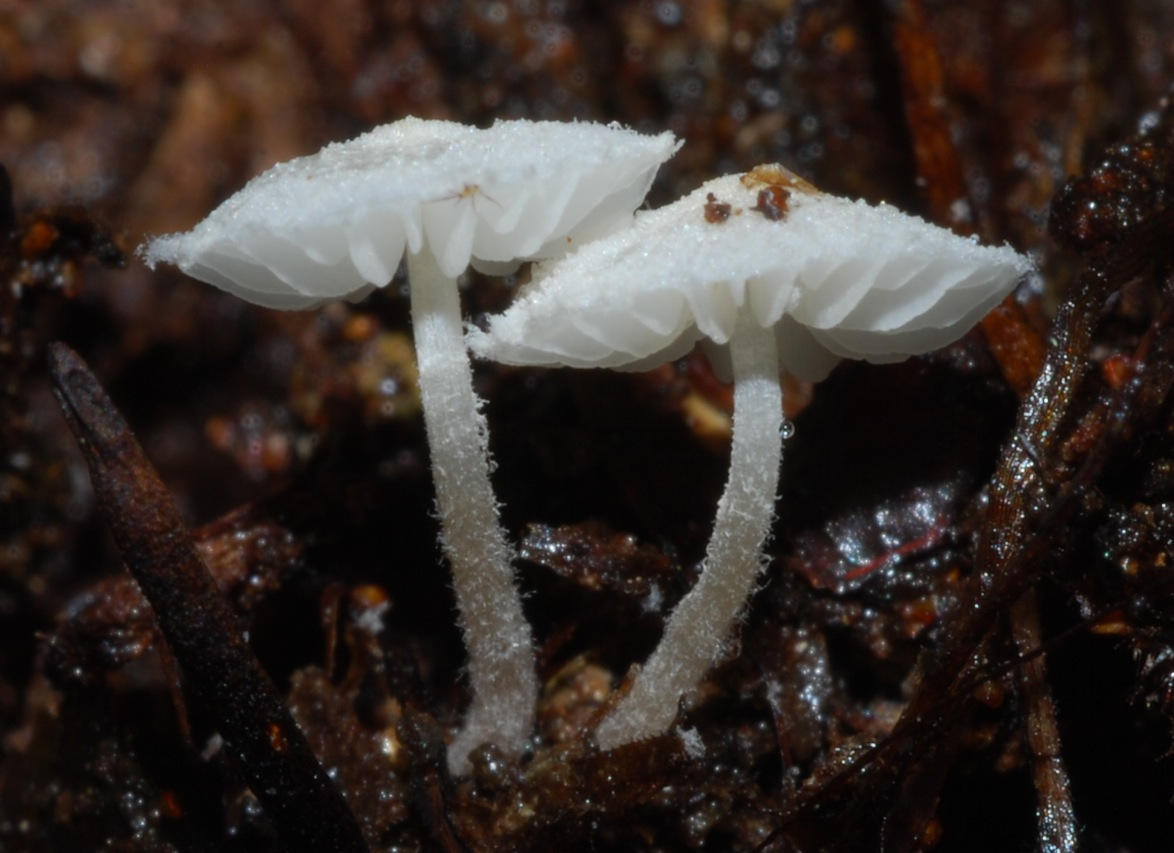
Amparoina
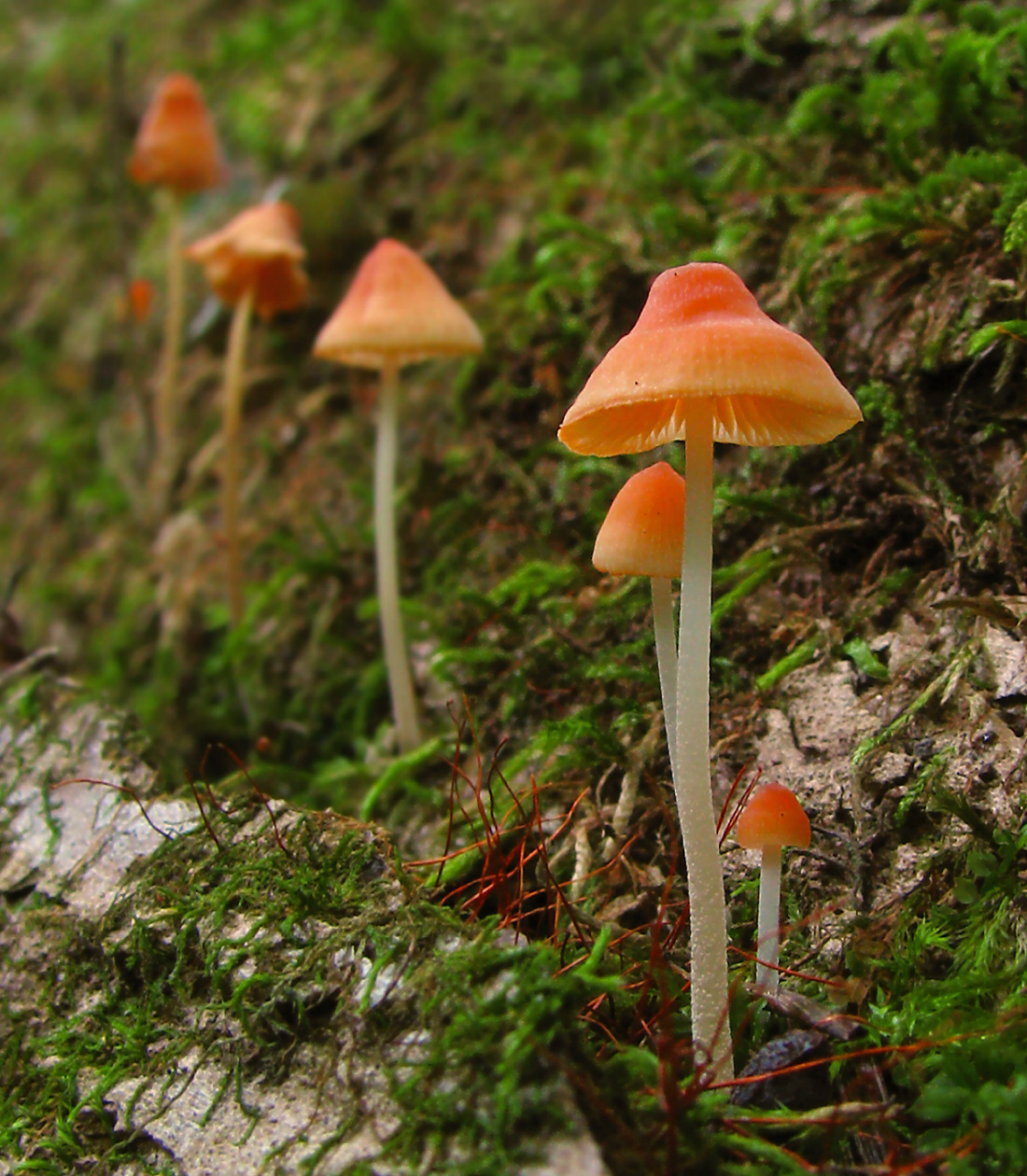
Atheniella
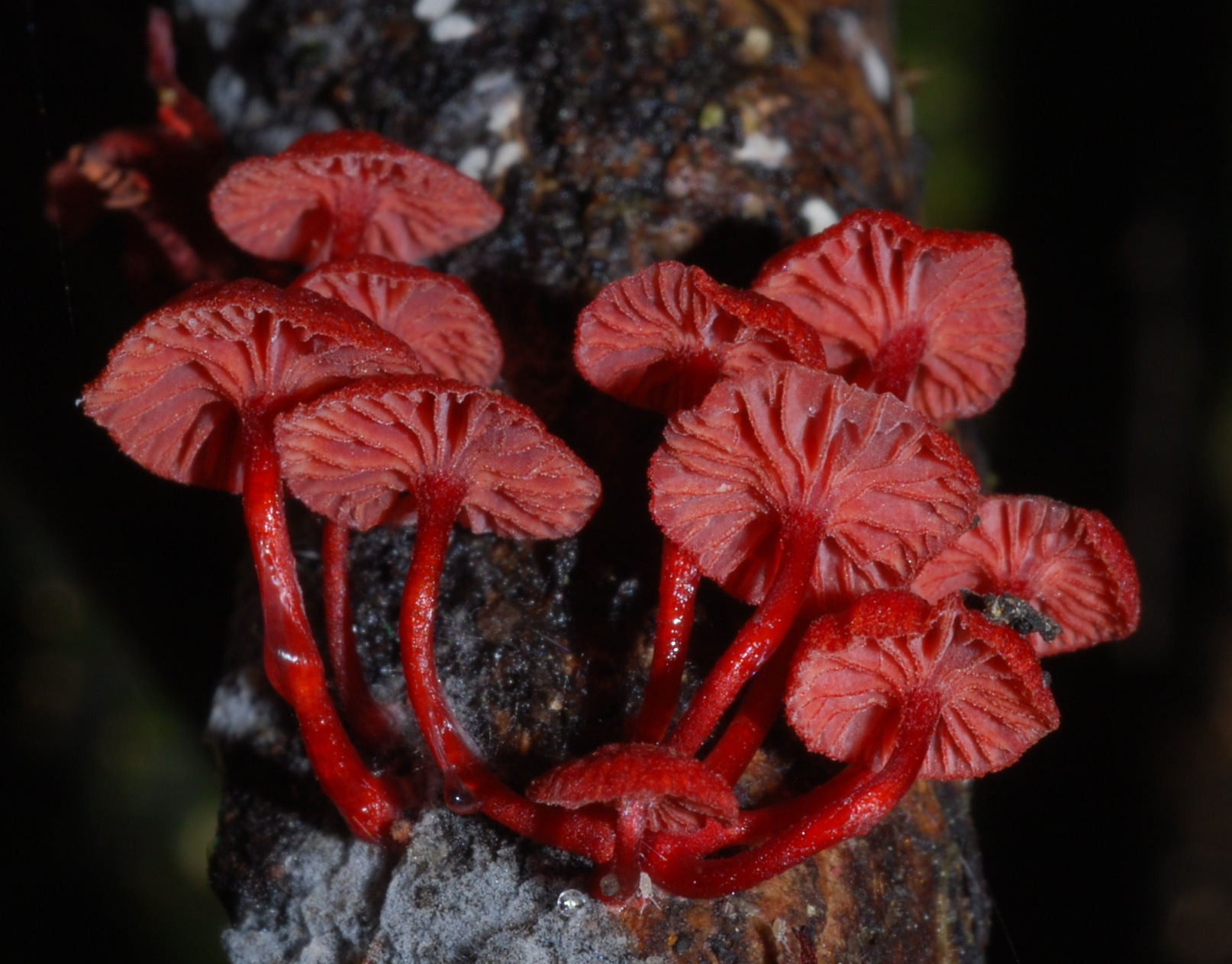
Cruentomycena
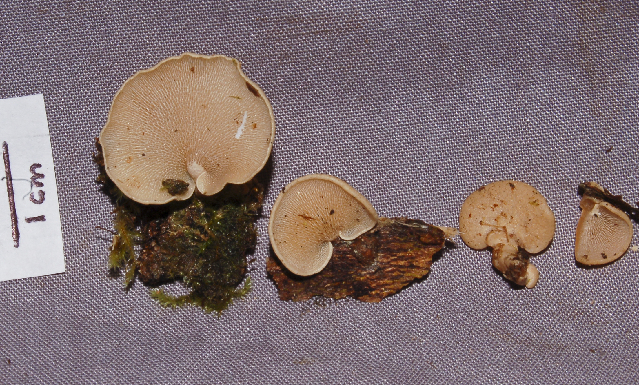
Dictyopanus
Favolaschia

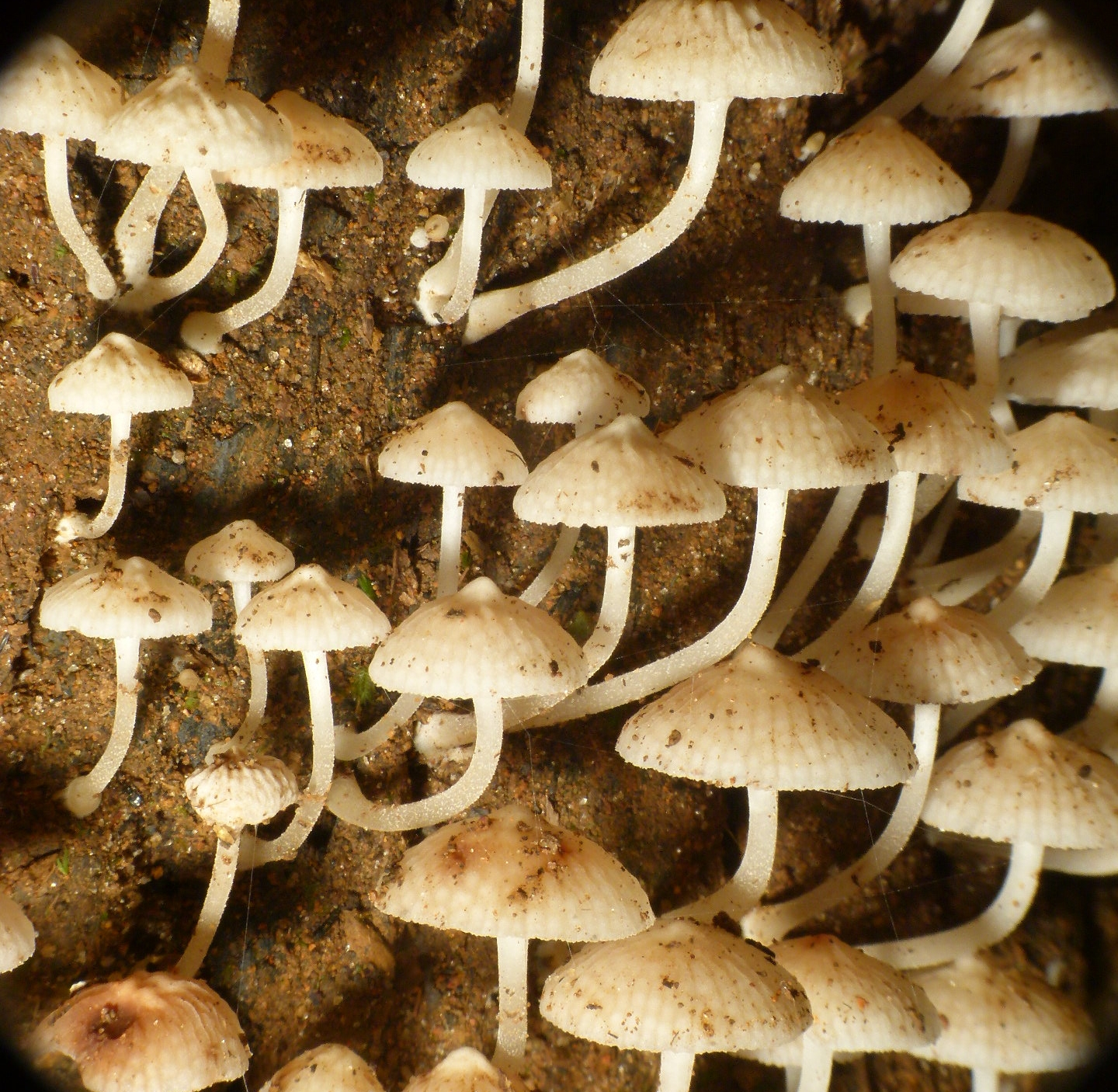
Filoboletus
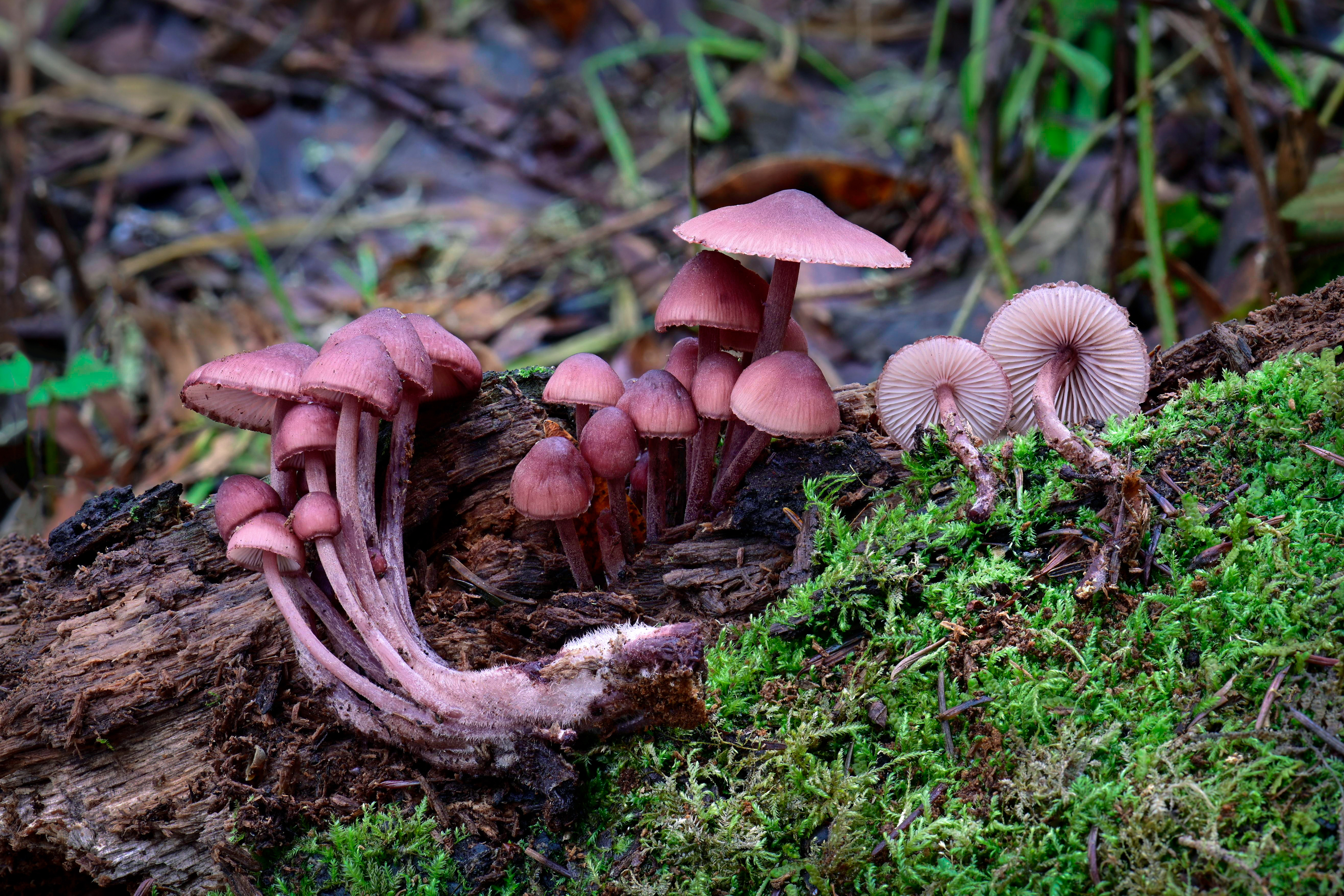
Galactopus
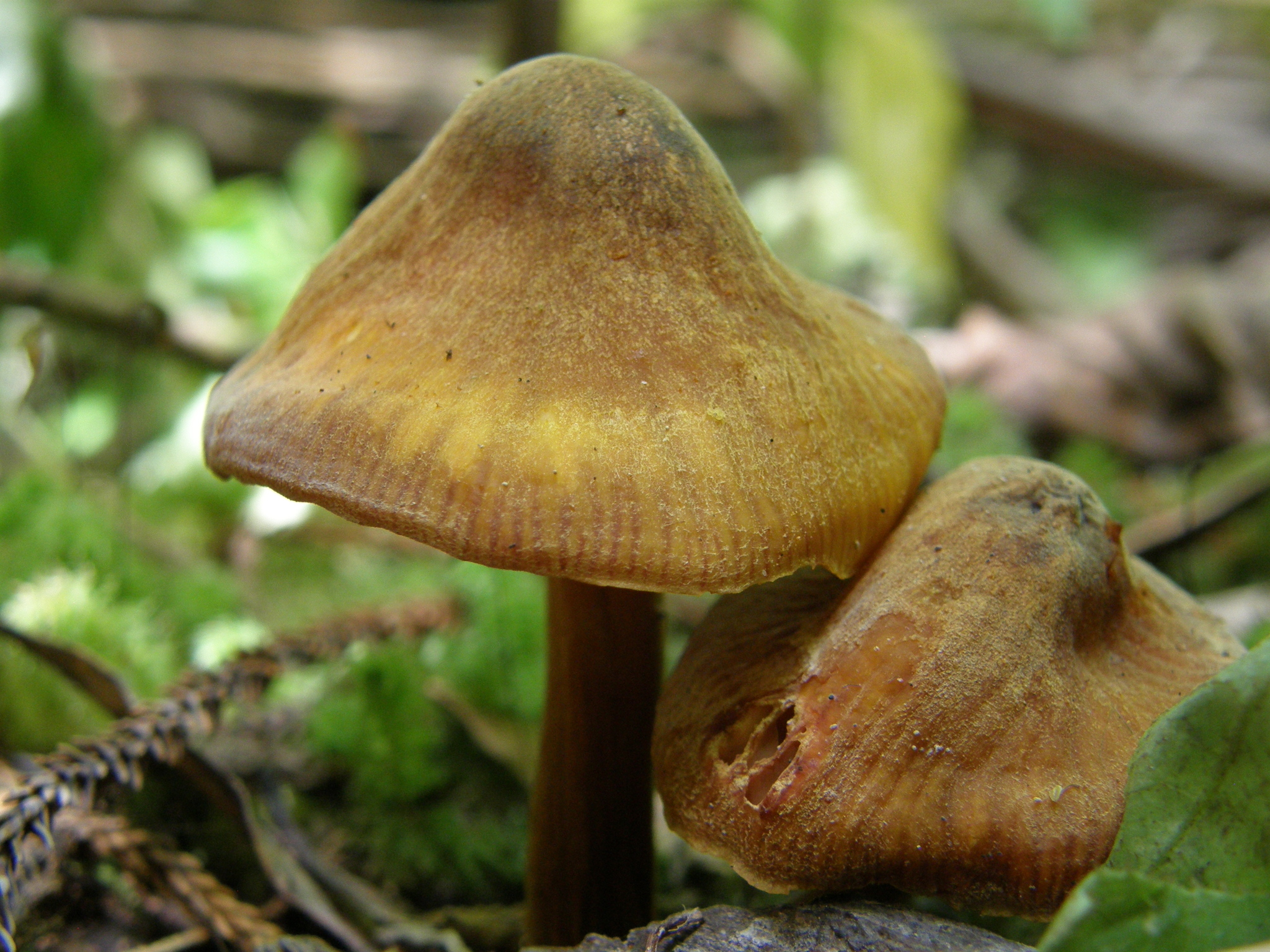
Heimiomyces
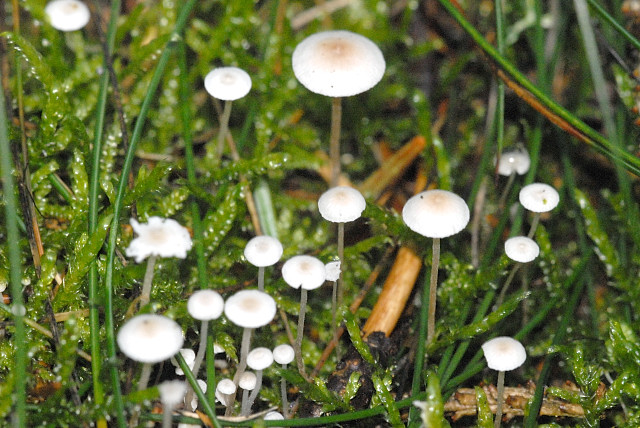
Hemimycena
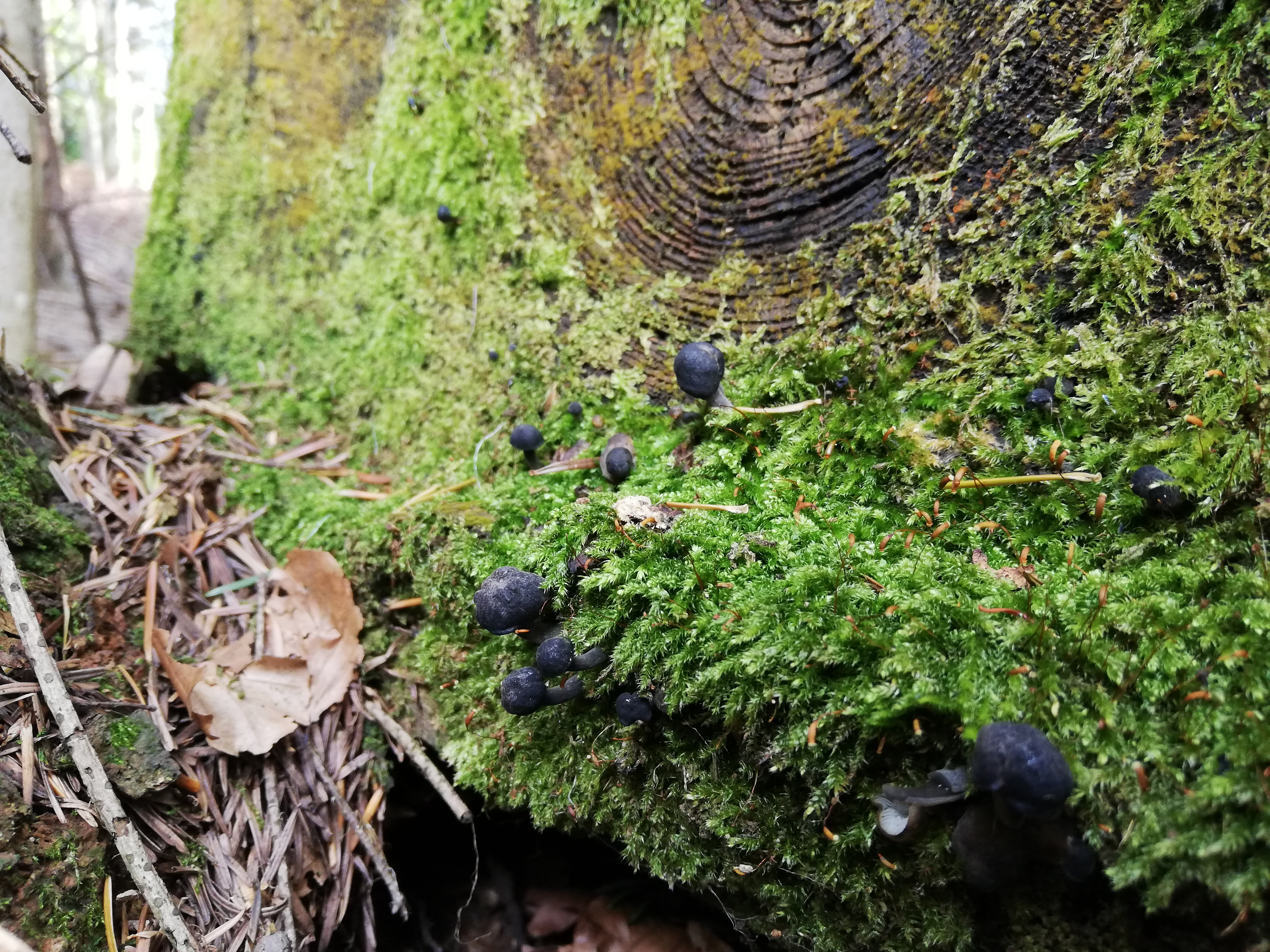
Hydropus

- Insiticia
- Mycena
- Mycopan
- Panellus

- Resinomycena
- Roridomyces
- Tectella
- Xeromphalina